# Publio Cornelio Arvina
Publio Cornelio Arvina (in latino: Publius Cornelius Arvina) (fl. IV-III secolo a.C.) è stato un politico e generale romano.

## Biografia
Fu eletto console nel 306 a.C., con il collega Quinto Marcio Tremulo. Durante il suo primo consolato Tremulo affrontò gli Ernici e gli abitanti di Anagni, battendoli facilmente e conquistando la città. In questo modo riuscì a portare assistenza a Publio Cornelio, impegnato nel Sannio. Al suo arrivo, Marcio fu attaccato improvvisamente dai Sanniti, ma Publio Cornelio giunse in suo soccorso ed insieme ottennero una brillante vittoria sul nemico..
Fu censore nel 294 a.C. e console per la seconda volta nel 288 a.C..